# Burramys
Burramys es un género de pósums de la familia de los burrámidos, que está representada por una especie viviente y tres especies fósiles. Es uno de los dos géneros de pósums pigmeos; el otro es Cercartetus.

## Taxonomía
- Género Burramys
  - †Burramys wakefieldi
  - †Burramys tridactylus
  - †Burramys brutyi
  - Burramys parvus